# Фармацевтический корпус Тернопольского медицинского университета
Фармацевтический корпус Тернопольского медицинского университета — памятник архитектуры в Тернополе, Украина. Находится на Русской улице, 36. Охранный номер 5. Считается одним из красивейших зданий города.

## История
Жилой дом имеет Г-образную форму, построен в начале XX века.
С начала основания медицинского института в этом доме было размещено общежитие № 1.
В 2000 году корпус был передан фармацевтическому факультету, на первом этаже открыта учебно-производственная аптека, в 2002 году комнаты 2-го этажа оборудованы под учебные и лаборантские в соответствии с их функциональным назначением.
В 2015 году работниками административно-хозяйственной части университета была произведена реконструкция межэтажных перекрытий корпуса по современным технологиям. Внутри здания капитально отремонтированы все комнаты, заменены двери и окна, батареи, паркет, сделана современная система вентиляции и установлены вытяжные шкафы. В 2016 году был обновлён фасад, отремонтированная крыша, старые входные двери заменены на новые в соответствии с архитектурным стилем строения. Также реконструирован внутренний дворик здания, оформленный в итальянском стиле. Он вымощен брусчаткой и оборудован цветочной клумбой.

## Галерея

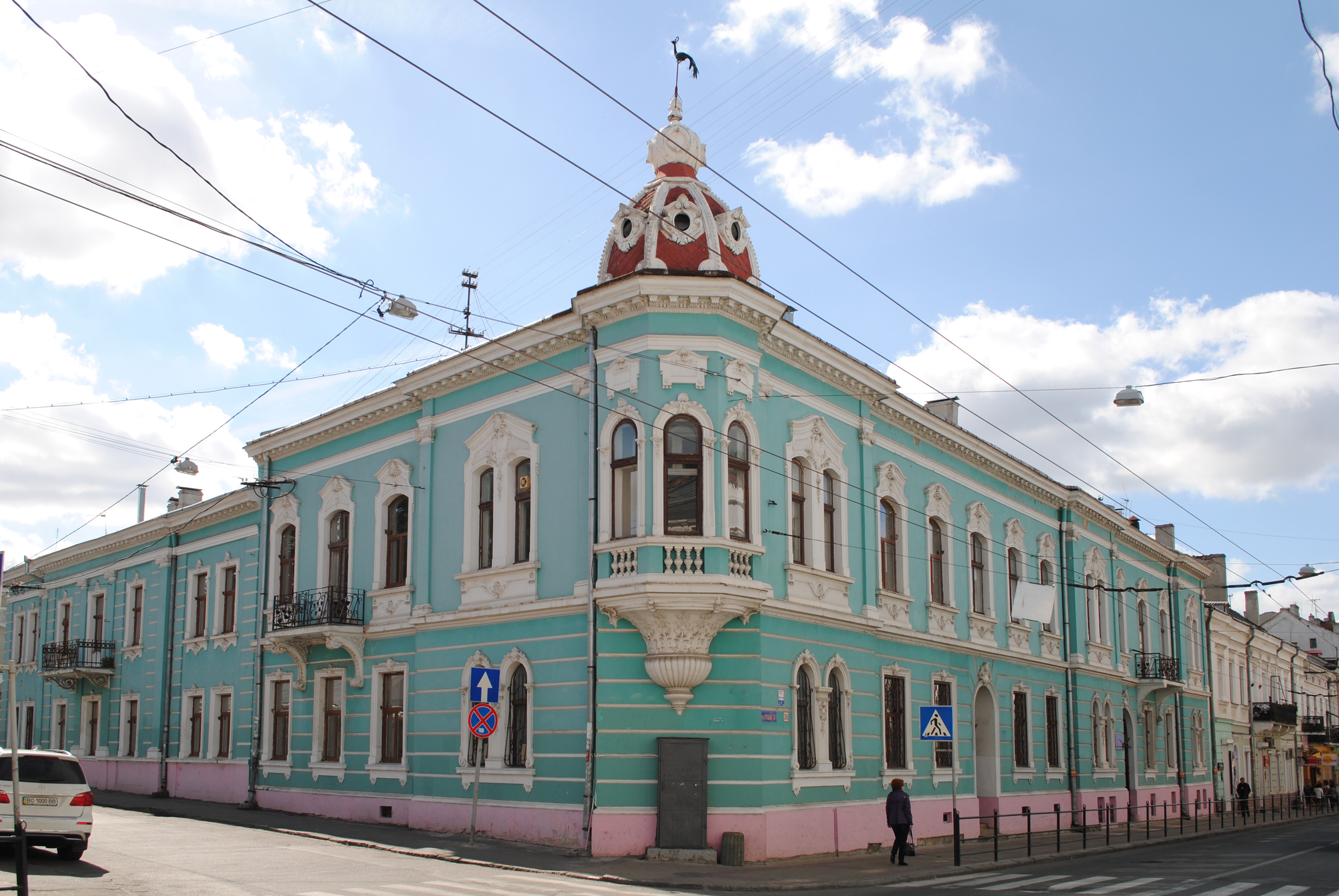
2014 год
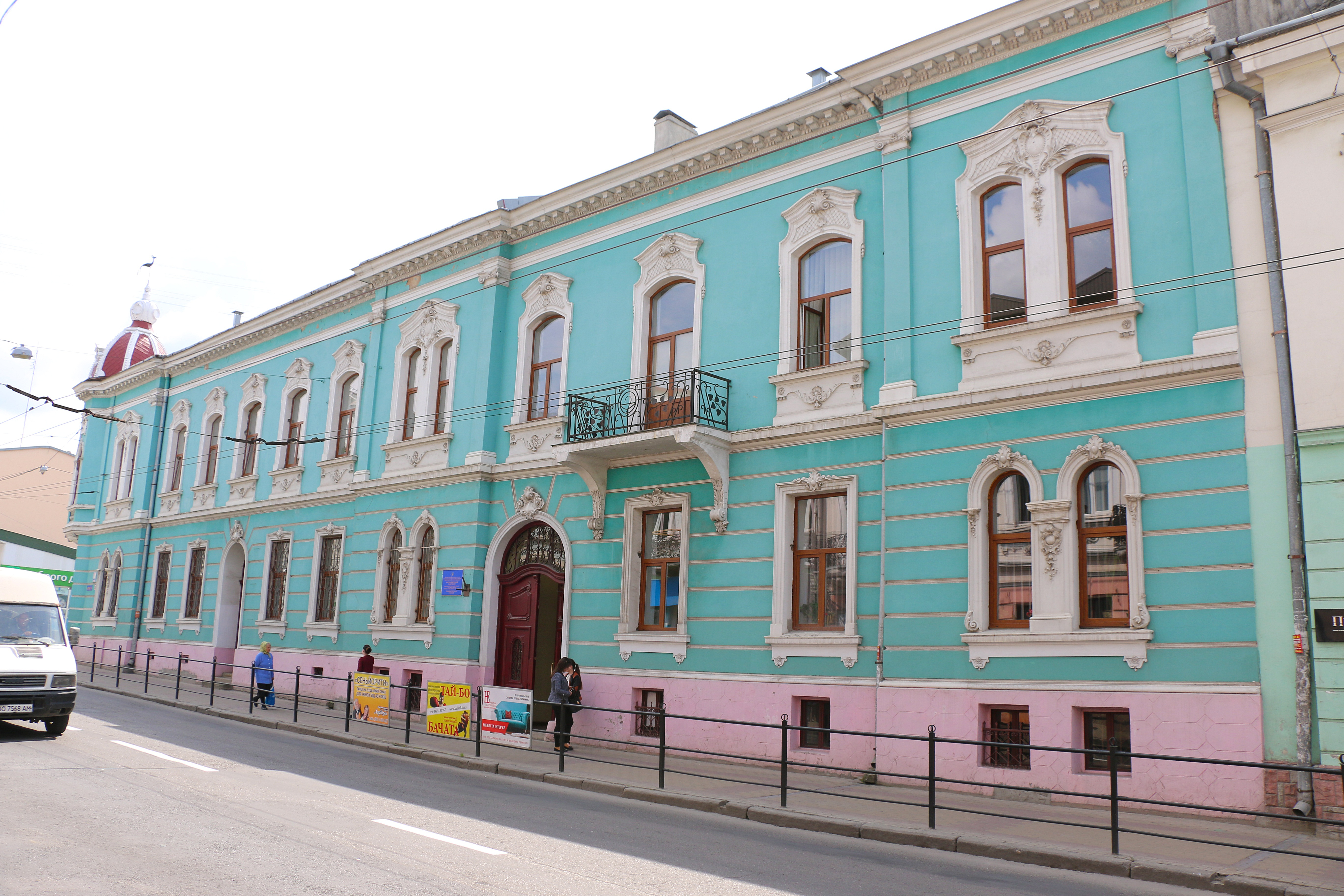
Вид с южной стороны улицы
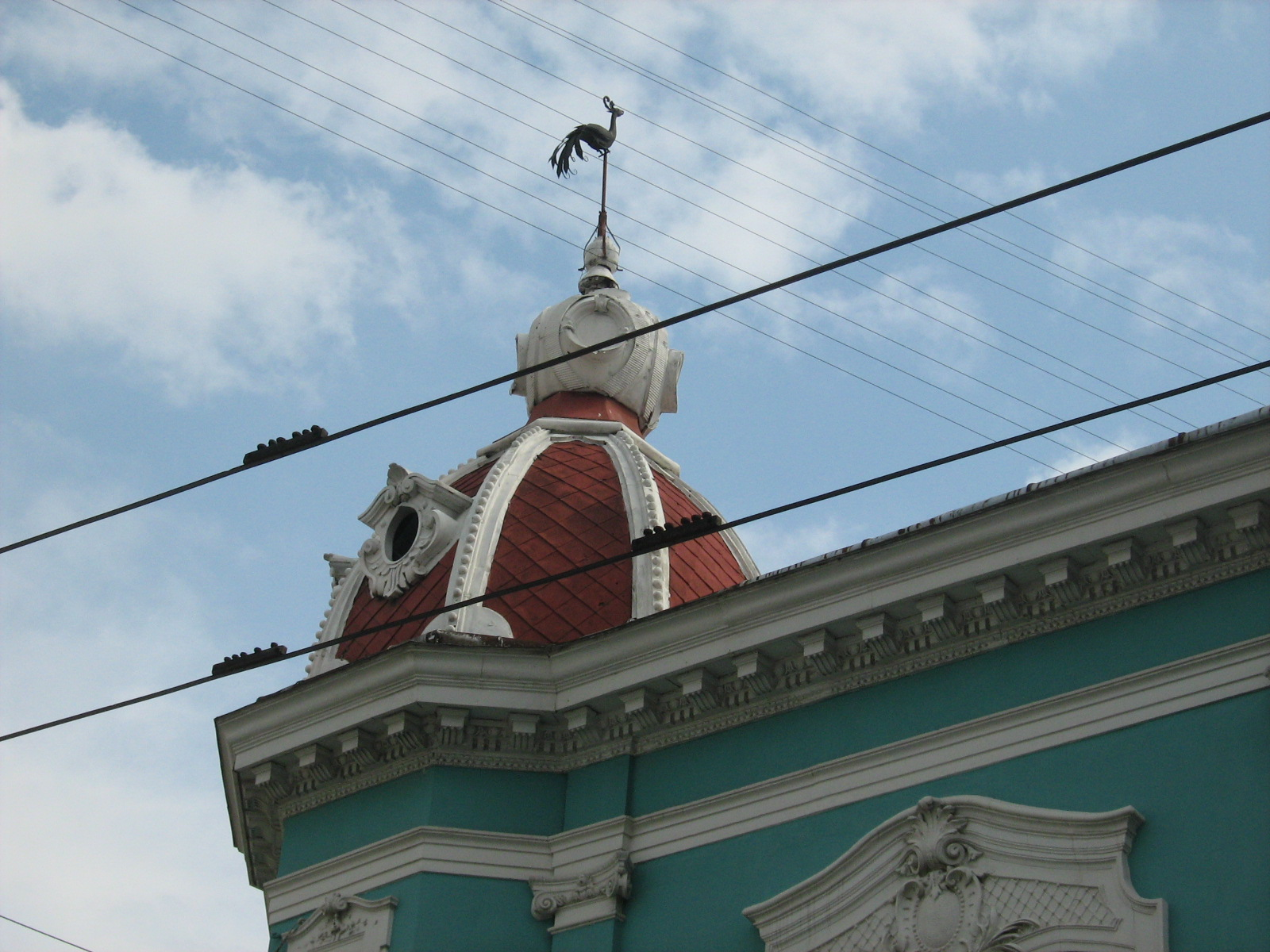
Вид купол и петушка